# Jordania en los Juegos Paralímpicos de Pekín 2008
Jordania estuvo representada en los Juegos Paralímpicos de Pekín 2008 por doce deportistas, siete hombres y cinco mujeres.

## Medallistas
El equipo paralímpico jordano obtuvo las siguientes medallas:
| Nombre                                       | Deporte                   | Evento                |
| -------------------------------------------- | ------------------------- | --------------------- |
| Oro                                          |                           |                       |
| —                                            |                           |                       |
| Plata                                        |                           |                       |
| Yamil El-Shebli                              | Atletismo                 | Peso F57/58 masculino |
| Omar Carada                                  | Levantamiento de potencia | –48 kg masculino      |
| Bronce                                       |                           |                       |
| Mutaz Al-Yuneidi                             | Levantamiento de potencia | –75 kg masculino      |
| Jetam Abuawad Fatima Al-Azam Maha Al-Barguti | Tenis de mesa             | Equipo 4-5 femenino   |